# Juskova Voľa
Juskova Voľa – wieś (obec) na Słowacji, położona w kraju preszowskim w powiecie Vranov nad Topľou. Pierwsza wzmianka pisemna o miejscowości pojawiła się w roku 1390. Według danych za dzień 31 grudnia 2016 miejscowość zamieszkiwało 314 osób, w tym 156 mężczyzn i 158 kobiet.

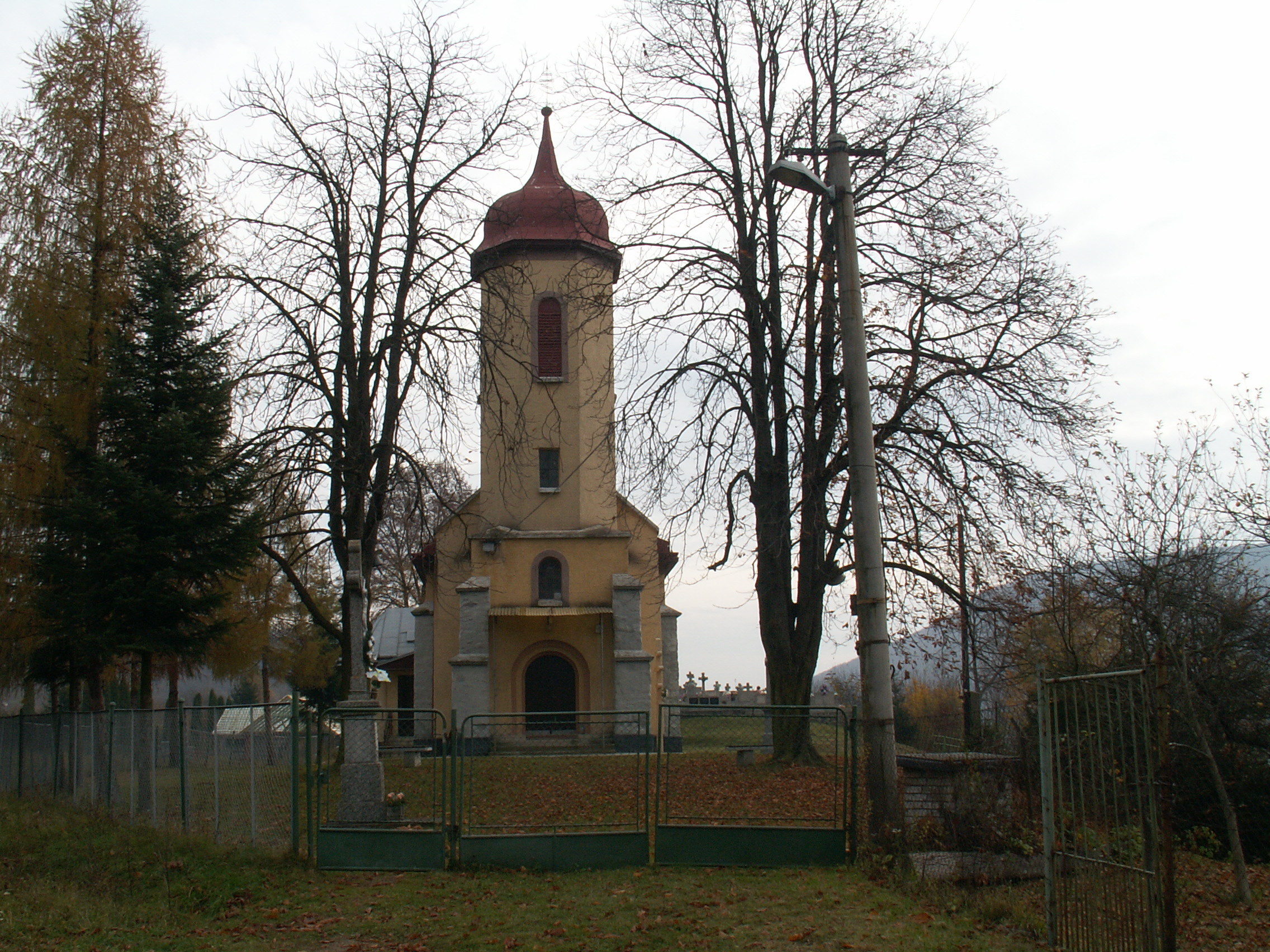
Cerkiew św. św. Cyryla i Metodego w Juskovej Voľi

W Juskovej Voľi znajduje się cerkiew greckokatolicka Cyryla i Metodego z 1859 roku oraz działa greckokatolickie centrum młodzieżowe „Barka”.